# Museo Jean Cocteau
Il museo Jean Cocteau è un museo situato a Mentone, sulla Costa Azzurra, nel dipartimento delle Alpes-Maritimes. Dedicato all'artista francese Jean Cocteau, è stato inaugurato nel novembre 2011. L'edificio è stato progettato dall'architetto Rudy Ricciotti.
Il museo a causa di un'alluvione avvenuta nel 2018 è rimasto gravemente danneggiato e pertanto resterà chiuso. Potrebbe riaprire in futuro come museo del mare. Tutta la collezione di Cocteau verrà trasferita nell’adiacente Bastione.

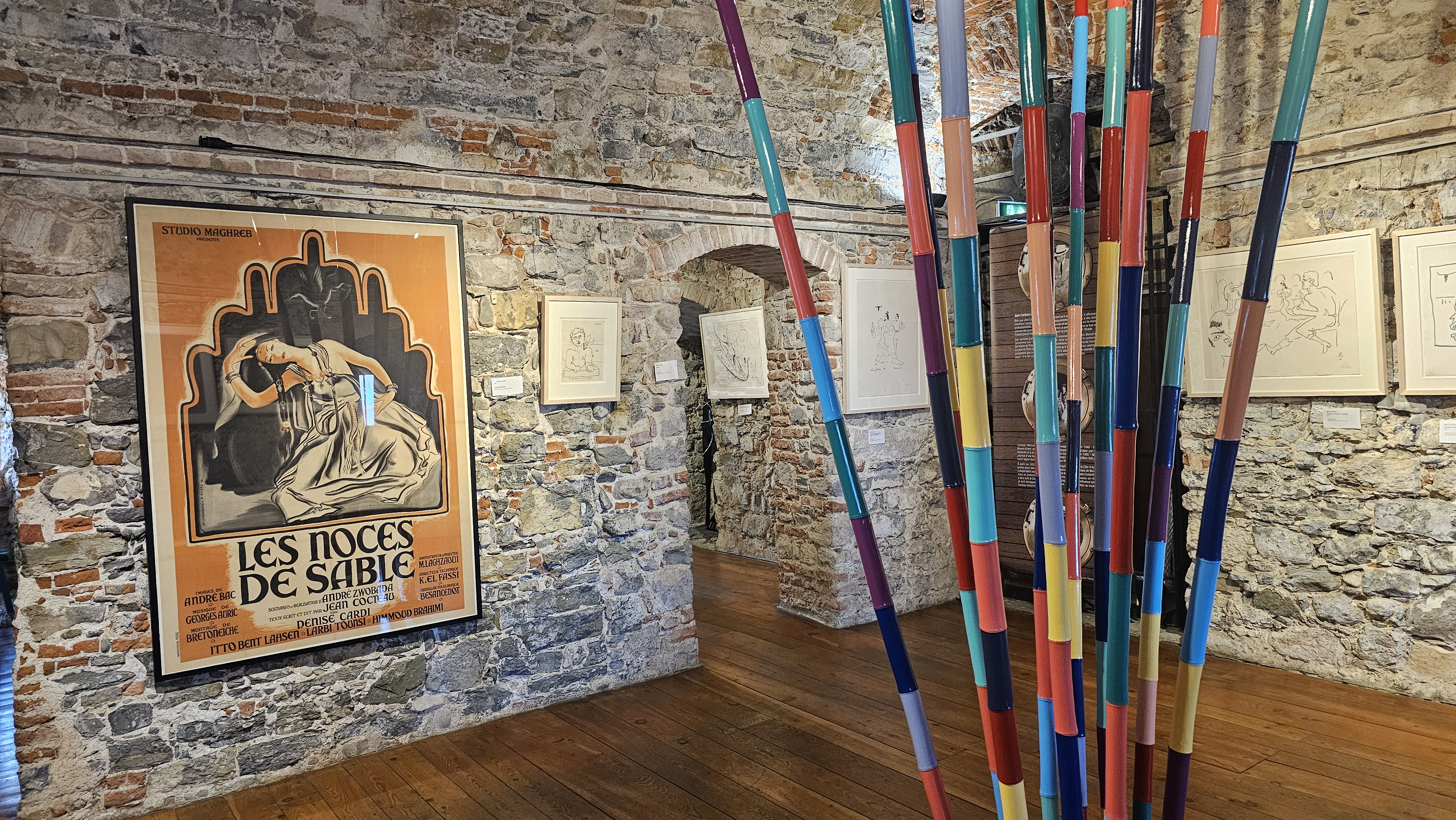
Museo Jean Cocteau - Sala interna al bastione